# Адаптація (кібернетика)
Адапта́ція в кібернетиці — процес накопичення і використання інформації в системі, скерований на досягнення певного, зазвичай оптимального в деякому розумінні, стану або поведінки системи при початковій невизначеності і зовнішніх умовах, що змінюються. При адаптації можуть змінюватися параметри і структура системи, алгоритм функціонування, керувальні дії тощо.

## Застосування
Адаптація застосовується в тих випадках, коли чинники впливу на систему є повністю або частково невідомими. У процесі адаптації система накопичує дані про ці чинники і визначає їх характеристики. Прикладом системи з адаптацією є автомат, керований снаряд, що переслідує мету, стратегія ухилення якої від зустрічі невідома. Прості процеси з адаптацією здійснюються в системах автоматичного регулювання, наприклад, адаптація автопілота до зміни висоти польоту (див. автопілотування). Адаптація реалізується в адаптивних системах керування, окремим випадком яких є самоналагоджувальні системи. У розпізнаванні образів проблема адаптації пов'язана з навчанням і самонавчанням розпізнаванню сигналів. У останніх випадках початкова невизначеність усувається за допомогою навчання або самонавчання, а накопичена інформація використовується для підвищення достовірності розпізнавання.